# Данкан Скотт (плавець)
Данкан Скотт (англ. Duncan Scott, нар. 6 травня 1997, Глазго, Шотландія, Велика Британія) — британський плавець, олімпійський чемпіон п'ятириразовий срібний призер Олімпійських ігор, триразовий чемпіон світу, п'ятиразовий чемпіон Європи.

## Виступи на Олімпійських іграх
| Олімпіада           | Дисципліна                  | Час        | Місце |
| ------------------- | --------------------------- | ---------- | ----- |
| Ріо-де-Жанейро 2016 | 100 метрів вільним стилем   | 48.01      | 5     |
| Ріо-де-Жанейро 2016 | 4×200 метрів вільним стилем | 7:03.13 NR | 2     |
| Ріо-де-Жанейро 2016 | 4×100 метрів комплексом     | 3:29.24 NR | 2     |
| Токіо 2020          | 200 метрів вільним стилем   | 1:44.26    | 2     |
| Токіо 2020          | 200 метрів комплексомм      | 1:55.28    | 2     |
| Токіо 2020          | 4x200 метрів вільним стилем | 6:58.58 ER | 1     |
| Токіо 2020          | 4×100 метрів комплексом     | 3:27.51 ER | 2     |
| Париж 2024          | 200 м вільним стилем        | 1:44.87    | 4     |
| Париж 2024          | 200 метрів комплексомм      | 1:55.31    | 2     |
| Париж 2024          | 4x100 м вільним стилем      | 3:11.61    | 5     |
| Париж 2024          | 4x200 м вільним стилем      | 6:59.43    | 1     |
| Париж 2024          | 4×1000 м комплексом, мікст  | 3:44.31    | 7     |

## Зовнішні посилання
- Данкан Скотт на сайті FINA (англійська)
- Данкан Скотт на сайті SwimRankings.net (англійська)
- Данкан Скотт на сайті Olympics.com (англійська)
- Данкан Скотт на сайті Olympedia (англійська)
- Данкан Скотт на сайті British Olympic Association (англійська)
- Данкан Скотт на сайті Commonwealth Games Federation (англійська)

|  | Це незавершена стаття про плавця чи плавчиню. Ви можете допомогти проєкту, виправивши або дописавши її. |